# Tatarenturm

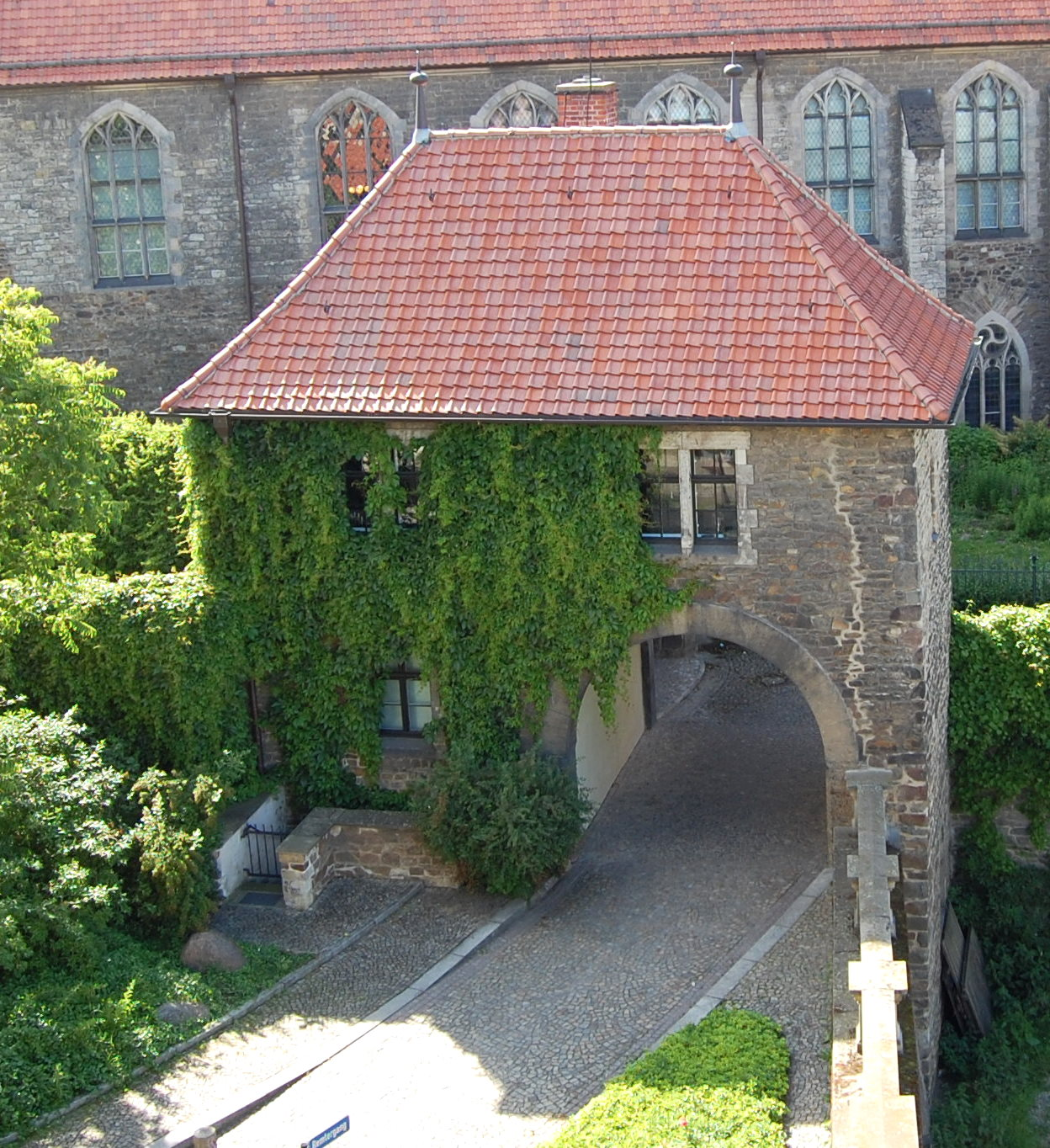
Blick vom Turm hinter der Ausfahrt an der Möllenvogtei auf den Tatarenturm; im Hintergrund der Remter der Domklausur

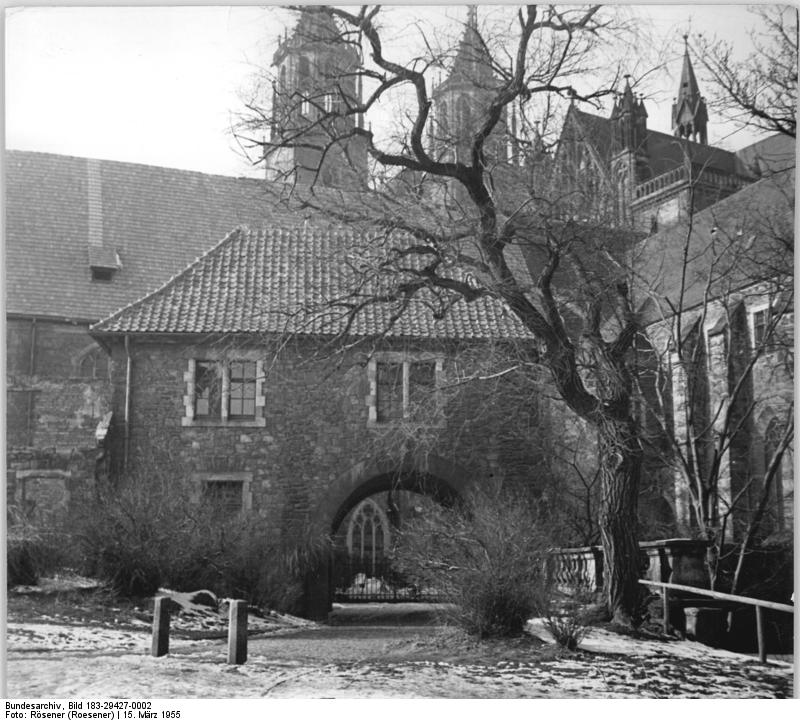
1955

Der Tatarenturm, auch Tartarentum, ist ein ehemaliger Wehrturm der Stadtbefestigung der Magdeburger Altstadt.

## Geschichte und Architektur
Der Turm entstand laut der Schöppenchronik im Jahr 1239, nach anderen Angaben 1241 auf Veranlassung des Erzbischofs Wilbrand von Käfernburg im Zuge von Maßnahmen zur Stadtbefestigung im Hinblick auf befürchtete Angriffe von Tataren (eigentlich Mongolen), die allerdings nach ihrem Sieg über ein polnisch-deutsches Ritterheer 1241 bei Liegnitz aus innenpolitischen Gründen in die Mongolei zurückkehrten. Er ist damit deutlich älter als die beiden anderen in unmittelbarer Nachbarschaft erhaltenen Wehrtürme Kiek in de Köken und Turm hinter der Ausfahrt der Möllenvogtei. Westlich des Turms befindet sich der Magdeburger Dom, östlich lag ursprünglich das tiefer gelegene Vorland zur Elbe. Der Tatarenturm stand am südlichen Ende der Stützmauer, die das höher gelegene Domgebiet gegenüber dem Elbvorland abstützte, auf dessen Boden der Turm gegründet wurde. Der untere Teil des Turms wurde dann vermutlich im Rahmen der Baumaßnahmen zum etwas südlich gelegenen Rondell Cleve 1536 unter einer Aufschüttung verdeckt.
Im 18. Jahrhundert, die Wehrtürme hatten bereits seit langem ihre ursprüngliche militärische Funktion verloren, entstand östlich vor dem Turm der Fürstenwall mit Kasematten und einer Promenade. 1899 wurde vom westlich gelegenen Remtergang durch das erste Obergeschoss des Turms eine Tordurchfahrt zum Fürstenwall geführt, um so den Bereich um den Domplatz mit dem Fürstenwall zu verbinden. Hierfür wurde auf der Ostseite der Boden um etwa 4 bis 5 Meter aufgeschüttet. Der Tatarenturm wurde stark umgebaut und wirkt vom Fürstenwall heute wie ein zweigeschossiges Haus. Bedeckt ist der Tatarenturm mit einem Walmdach. Die Gesamthöhe des Turms beträgt 11,0 Meter, bei einem rechteckigen Grundriss von 10,2 mal 6,0 Meter. Das aus rotliegendem Bruchstein errichtete Mauerwerk hat eine Wandstärke von etwa 1,3 Meter. Im Untergeschoss des Turms befindet sich ein Gewölbe mit einem Fenster an der nördlichen Seite. Im Obergeschoss ist auf der Westseite, neben der Durchfahrt, der Rest eines vermauerten Rundbogens zu sehen. An der nördlichen Seite des zweiten Obergeschosses ist noch das aus Grauwacke gefertigte Gewände eines zugemauerten Fensters zu erkennen.
Im Denkmalverzeichnis des Landes Sachsen-Anhalt ist der Wehrturm unter der Erfassungsnummer 094 06387 als Baudenkmal verzeichnet.